# Meadows Place
Meadows Place est une ville située au nord-est du comté de Fort Bend, en banlieue sud-est de Houston au Texas, aux États-Unis,. Elle est incorporée en 1983.

## Démographie
Lors du recensement de 2010, la ville comptait une population de 4 660 habitants. Elle est également estimée, en 2016, à 4 731 habitants.

### Source de la traduction
- (en) Cet article est partiellement ou en totalité issu de l’article de Wikipédia en anglais intitulé « Meadows Place, Texas » (voir la liste des auteurs).